# Панайот Хитов
Панайот Иванов Хитов (11 ноември 1830 – 22 февруари 1918) е български хайдутин, национален революционер и четнически войвода.

## Ранни години и семейство
Роден е на 11 ноември 1830 г. в град Сливен, в кв. „Ново село“, от майка Съба и баща Иван, който бил заможен скотовъдец. Освен помощта, която оказва на баща си заедно с брат си Христо на Керемидената къшла (скалния масив Сините камъни край Сливен), Панайот търгува с добитък, работи като касапин и бакалин.
Оженва се през 1854 г. за Бойка Люцканова. Имат син Стефан, починал на 4 години. След 12-годишен брак почива и съпругата. Жени се повторно в Белград през 1874 г. От Екатерина Бранкович има 2 сина – Симеон и Александър, и дъщеря Ирина.

## Революционна дейност
През 1858 г. става хайдутин в четата на Георги Трънкин. Две години по-късно, след смъртта на Георги Трънкин, Хитов е избран за войвода на четата. Неговата дружина е сред най-активните в Югоизточна България. При него хайдутстват Хаджи Димитър, Стоян Папазов, Дядо Желю. В периода 1864 – 1865 г. под въздействието на революционните идеи хайдушкият войвода Хитов започва да осмисля действията си като част от общонационалното освободително движение. Той поддържа писмена връзка с Георги Раковски. През 1864 година събира четници сред българите в Крагуевац, където са още войводите Дядо Ильо Малашевски, Цеко Петков, Коста Димински, Иван Кулин, Дядо Желю, Божил Бахов, Стаменко и други, и от Белград се прехвърля в Берковско и Пиротско. Според плана на Раковски, изложен в „Привременен закон за народните и горски чети от 1867-лето“, Хитов е определен за главен български войвода.
Чета на Панайот Хитов от 1867 г.
На 28 април 1867 г. Хитов преминава Дунав с чета от около 30 души при Тутракан, между селата Пожарево и Дунавец. Знаменосец на четата е Васил Левски. При преминаване на Дунав са му доставени оръжия чрез стария и уважаван от българи и турци патриот Дядо Мощ Никола от село Малък Преславец. С четата си Хитов се отправя към Стара планина и прекарва известно време в района на Котел и Сливен. Четата му няма за цел да вдига въстание, а да осъществи революционен марш, за да агитира българското население.
През август 1867 г. Хитов, със своята чета и с четата на Филип Тотю, се отправя към Сърбия по билото на Стара планина.
По-късна революционна дейност
След оттеглянето си в Сърбия Хитов живее в Белград като пенсионер на сръбското правителство. Става привърженик на идеята, че българското освободително движение трябва да се съюзи със сръбските действия срещу турците. В периода 1869 – 1871 г. Хитов излага своите възгледи пред Васил Левски, с когото води кореспонденция. Без да се вслушва в съветите на Апостола, през лятото на 1871 г. Хитов подписва договор с черногорския войвода Матанович за едновременно въстание в България, Босна, Херцеговина и Албания. Става член на БРЦК в Букурещ през април 1872 г.
След смъртта на Левски играе важна роля в комитета, макар и да продължава да живее в Белград. През август 1875 г. председателства събранието на БРЦК, взело решение за обявяването на Старозагорското въстание. Според плана Хитов трябва да предвожда чета, но това не се осъществява поради внушение на сръбското правителство. Поради същите причини не повежда чета и по време на Априлското въстание.
През Сръбско-турската война от 1876 година Панайот Хитов е войвода на една от четите на българските доброволци. През юли командващият Моравската армия генерал Михаил Черняев го назначава за главен войвода на четите на Филип Тотю, Ильо войвода, Желю Христов и Христо Македонски. Получава и правомощието да въведе ред в новоосвободените земи. Доброволците, командвани от Панайот Хитов, извършват общи, съгласувани действия със сръбската войска. За това свидетелстват множеството писма между него и сръбски офицери като Йевта Йованович – командир на 2-ри батальон, подполковник Малиновски – комендант на позицията при Св. Стефан и др.
Войвода е на българска доброволческа чета по време на Руско-турската война от 1877 – 1878 г.

### Критика от съратници
Въпреки своята родолюбива дейност, в края на живота си Панайот Хитов понася и някои критики от съратниците си.
Малко преди смъртта на Левски, Хитов пише писмо до него, в което подсказва, че е подкачен на тема воеводство. Левски му отвръща „Бате Панайоте, а по-добре да ти кажа, брате Панайоте. Не сме се събрали да делим воеводство“. Подобни обвинения му отправя и З.Стоянов
("Почти във всяко писмо до комитета той пишеше "Нужно е да се поразмисли за избиранието на един народен главатар.“)
Левски укорява Панайот Хитов и в други писма, а на заседания на комитетите отбелязва, че П. Хитов не иска да се раздели с остарялата четническа тактика.
Сериозни критики му отправя З.Стоянов, който го обвинява в комерсиализъм, позьорство и създаване на ненужни интриги между апостолите.
В „Хр.Ботйов. Опит за биография“ той твърди, че Хитов има роля във скарването между Ботев и Каравелов. Ботев в писмо до Драсов описва как Хитов обвинил Каравелов, че искал 150 франка от сръбското правителство. След Освобождението воеводата отрича да е писал такова писмо. 
За Старозагорското въстание Стоянов цитира писмо на Ботев да Панталей Кисимов от 30 август 1875 г.: „Панайот ще да мине с 2000 души през Сърбия“. Впоследствие Хитов не взима участие в Старозагорското въстание. За Априлското въстание пък се очаква да поведе чета, но в последния момент обявява, че "няма да ходи на касапница" и Ботев се принуждава да поведе четата вместо него. Според "Записките" Хитов "противопоставил условия" за участието си - първо да му се плати една солидна сума, за да обезпечи семейството си. След като принудил БРЦК да му купи оръжие първо качество, както и ред луксозни стоки, а накрая дори взел и 250 жълтици "уж, за да въоръжава чета" Хитов "стана невидим" и "отиде да сади лозе в Белград" . 
Въпреки тия критики към него трябва да се отчете, че П. Хитов участва в Руско-турската война. Възможно е, като опитен воевода, да е разсъждавал като мнозина свои съвременници, че въстание, неподкрепено от никоя от Великите сили, е обречено и е глупаво да взима участие в него. Подобни съждения изказва и Н.Обретенов. Според него Хитов е казал , че няма да поведе чета  в Априлското въстание, защото "защото Сърбия не била готова още да воюва с Турция"

## След Освобождението
След Освобождението Хитов живее в Русе. Той е околийски началник в Кула в периода от 1881 до 1885 г..
Взема участие в движението за съединение на Източна Румелия с Княжество България и политическия живот. През 1885 г., по време на Съединението, събира доброволци и е началник на Сливенската волентирска кавалерия. На 6 септември 1885 г., възседнал бял кон, влиза в Сливенската префектура и принуждава властта да сдаде управлението доброволно. За това той бил в постоянен контакт със Стефан Стамболов, Константин Стоилов и Григор Начович. Същата година участва в Сръбско-българската война. През 1890 г. е избран за народен представител от Сливен в VI обикновено народно събрание. Заради борбата му срещу режима на Стамболов е хвърлен в Русенския затвор.
Към 1900 г. е член на местното македонско дружество. През април 1901 година е делегат на Осмия македоно-одрински конгрес от Куртбунарското дружество.
Панайот Хитов умира в Русе на 22 февруари 1918 г., на 87 години, и е погребан в градските гробища. През 1978 г. тленните му останки са преместени в Пантеона на възрожденците. Там са пренесени и тленните останки на много известни български националреволюционери, сред които Любен Каравелов, Захарий Стоянов, Стефан Караджа, Баба Тонка, Никола Обретенов, Панайот Волов, Ангел Кънчев.

## Памет
На Панайот Хитов е наречена улица в квартал „Хаджи Димитър“ в София (Карта).
В Регионалния исторически музей в Русе се съхраняват предмети, принадлежали на Хитов или свързани с него – документи, оръжия, мебели. В Националния военноисторически музей в София се съхраняват оръжия, които Хитов използва по време на революционната си дейност. В Регионалния исторически музей в Сливен се съхранява сабята му. В град Русе от години тече инициатива за изграждане на музей на Хитов.